# Rehman Chishti
Atta-Ur-Rehman Chishti (né le 4 octobre 1978) est un britannico-pakistanais membre du Parti conservateur qui est député pour Gillingham et Rainham de 2010 à 2024. Il est envoyé spécial du Royaume-Uni pour la liberté de religion ou de conviction du 12 septembre 2019 jusqu'à sa démission le 14 septembre 2020. Il est vice-président du Parti conservateur pour les collectivités, nommé lors du remaniement ministériel de 2018. Chisthi est également l'Envoyé Commercial du Premier Ministre au Pakistan.

## Jeunesse et carrière
Chishti est né à Muzaffarabad, la capitale de l'Azad Cachemire, au Pakistan, le 4 octobre 1978. Son père, Abdul Rehman Chishti, est nommé conseiller fédéral pour les affaires religieuses auprès du Premier ministre de l'Azad Cachemire en 1976 par Zulfikar Ali Bhutto, le Premier ministre du Pakistan. Son père quitte le Pakistan en 1978 pour occuper un poste d'imam au Royaume-Uni ; peu de temps après, Bhutto est renversé par un coup d'État militaire par le général Zia-ul-Haq, et exécuté. Rehman Chishti n'a pas vu son père pendant les six premières années de sa vie. Lui, sa mère et sa sœur aînée rejoignent son père en 1984 au Royaume-Uni à l'âge de six ans, et depuis lors, il vit à Gillingham et Rainham.
Chishti fréquente la Richmond Infant School (maintenant Burnt Oak Primary School), Napier Primary School, Fort Luton High School for Boys (maintenant Victory Academy), Rainham Mark Grammar School Sixth Form et Chatham Grammar School for Girls (mixte garçons et filles sixième forme). Il joue au cricket pour son école et pour les écoles du district de Medway et du Kent.
Chishti étudie le droit à l'université du pays de Galles à Aberystwyth suivi de la faculté de droit Inns of Court où il suit son cours professionnel d'avocat. Il finance ses études en travaillant au magasin principal Tesco à Gillingham et à la boutique de téléphonie mobile Link dans le centre commercial Hempstead Valley à Gillingham.
Chishti est admis au barreau d'Angleterre-et-Galles par Lincoln's Inn en 2001. Il est stagiaire à Goldsmith Chambers et y est engagé,.

## Carrière politique

### Conseiller de Benazir Bhutto
Chishti est conseiller politique de 1999 à 2007 auprès de Benazir Bhutto, après qu'elle a cessé d'être Premier ministre du Pakistan. En septembre 2004, lors d'une réunion à Islamabad avec Mark Lyall Grant, alors haut-commissaire au Pakistan, Chishti, agissant au nom de Benazir Bhutto, engage Bhutto à s'entretenir avec le gouvernement du Pakistan pour la transition vers la démocratie, le Royaume-Uni agissant comme facilitateur.

### Candidat parlementaire et conseiller
Aux élections générales de 2005, Chishti se présente comme candidat du Parti travailliste dans la circonscription de Horsham. Il rejoint le Parti conservateur et est sélectionné comme candidat pour le siège marginal de Gillingham et Rainham, dont le siège prédécesseur de Gillingham a été gagné par les travaillistes par moins de 300 voix en 2005.
Chishti est élu conseiller de Gillingham North ward au Medway Council en 2003. Lors de l'élection du conseil suivante en 2007, il est élu pour représenter le quartier central de Rainham en tant que conservateur. Devenu député conservateur de la région en 2010, il est réélu conseiller de Rainham Central en 2011 et 2015. Il ne se représente pas aux élections municipales de 2019,,,,,. Il est nommé au cabinet du Medway Council en 2007 en tant que membre pour la sécurité communautaire et l'application de la loi, devenant ainsi le plus jeune membre du cabinet de l'histoire de Medway. Il est également conseiller de Francis Maude (contre qui Chishti s'est présenté à Horsham en 2005) sur la diversité lorsque Maude est président du Parti conservateur en 2006.

### Député
Chishti est élu député de Gillingham et Rainham en 2010 à l'âge de 31 ans. Le New Statesman classe Chishti parmi les 20 députés de moins de 40 ans qui sont les meilleurs de leur génération et qui ont le potentiel pour être le prochain Premier ministre. Le journal Telegraph le décrit comme une étoile montante du parti.
En 2015, Chishti reçoit le Prix du député de l'année du Parti conservateur du Parti conservateur de la Fondation Patchwork pour son travail d'engagement communautaire et est nommé à la deuxième place par les lecteurs du blog ConservativeHome dans leur Parlementaire de l'année 2015.
En juillet 2014, il est nommé secrétaire parlementaire privé de Nick Gibb, ministre d'État à l'Éducation. En mai 2015, il occupe un poste similaire auprès de Jeremy Wright, le procureur général.
En septembre 2019, il est nommé Envoyé du Premier ministre pour la liberté de religion et de conviction.
Pour le référendum de 2016 sur l'adhésion de la Grande-Bretagne à l'Union européenne, Chisti voté pour partir, ayant clairement indiqué qu'il a pris cette décision après avoir écouté ses électeurs qui ont voté à près de 65% en faveur du départ.
Chishti démissionne de son poste d'envoyé spécial pour la liberté de religion ou de croyance le 14 septembre 2020 en opposition à la suggestion du gouvernement selon laquelle il pourrait enfreindre le droit international sur le protocole d'accord de retrait sur l'Irlande du Nord.